# Lassi Lappalainen
Lassi Lappalainen (Helsinki, 24 augustus 1998) is een Fins voetballer, die doorgaans speelt als linksbuiten. Lappalainen stroomde in 2015 door uit de jeugd van HJK Helsinki. Lappalainen is sedert januari 2019 Fins international.

## Clubcarrière
Lappalainen doorliep de jeugdreeksen van HJK Helsinki en promoveerde in 2015 naar het eerste elftal. In 2015 en 2016 werd hij verhuurd aan de satellietploeg van Helsinki, Klubi-04. In 2016 keerde hij terug naar Helsinki en maakte zo zijn debuut op het hoogste Finse niveau. Op 2 april 2016 maakte hij zijn debuut tegen IFK Mariehamn toen hij een minuut voor tijd Nnamdi Oduamadi kwam vervangen. De openingswedstrijd van het seizoen werd met 2–0 gewonnen. In het seizoen 2017 en 2018 werd hij opnieuw verhuurd aan reeksgenoot RoPS. Met RoPS maakte hij zijn Europees debuut toen hij op 29 juni 2017 zeven minuten voor tijd inviel voor Anthony Annan in de uitwedstrijd tegen Connah's Quay, een kwalificatiewedstrijd voor de Europa League. In 2019 keerde Lappalainen terug naar Helsinki en startte daar mee het nieuwe seizoen.

## Clubstatistieken
| Seizoen | Club         | Competitie    | Competitie | Competitie | Beker | Beker | Internationaal | Internationaal | Totaal | Totaal |
| Seizoen | Club         | Competitie    | Wed.       | Dlp.       | Wed.  | Dlp.  | Wed.           | Dlp.           | Wed.   | Dlp.   |
| ------- | ------------ | ------------- | ---------- | ---------- | ----- | ----- | -------------- | -------------- | ------ | ------ |
| 2015    | → Haka       | Kakkonen      | 14         | 7          | 1     | 0     | —              | —              | 15     | 7      |
| 2016    | → Haka       | Kakkonen      | 6          | 2          | 4     | 0     | —              | —              | 10     | 2      |
| 2016    | HJK Helsinki | Veikkausliiga | 14         | 0          | 1     | 0     | —              | —              | 15     | 0      |
| 2017    | HJK Helsinki | Veikkausliiga | 1          | 0          | 5     | 0     | —              | —              | 6      | 0      |
| 2017    | → RoPS       | Veikkausliiga | 13         | 4          | 0     | 0     | 1              | 0              | 14     | 4      |
| 2018    | → RoPS       | Veikkausliiga | 26         | 8          | 5     | 3     | —              | —              | 31     | 11     |
| 2019    | HJK Helsinki | Veikkausliiga | 7          | 0          | 5     | 1     | —              | —              | 12     | 1      |
| Totaal  | Totaal       | Totaal        | 81         | 21         | 21    | 4     | 1              | 0              | 103    | 25     |

Bijgewerkt op 10 mei 2019.

## Interlandcarrière
Op 8 januari 2019 maakte hij zijn debuut bij de nationale ploeg. Door bondscoach Markku Kanerva mocht hij de wedstrijd tegen Zweden starten en werd hij 22 minuten voor tijd vervangen door Saku Ylätupa, die hiermee ook zijn debuut maakte voor het nationale elftal.